# رايموند تشيستر
رايموند تشيستر (بالإنجليزية: Raymond Chester)‏ هو لاعب كرة قدم أمريكية أمريكي، ولد في 28 يونيو 1948 في كامبريدج في الولايات المتحدة.

## وصلات خارجية
- رايموند تشيستر على موقع مرجع كرة القدم المحترفة.كوم (الإنجليزية)